# Catarhoe biorrigata
Catarhoe biorrigata là một loài bướm đêm trong họ Geometridae.